# Bauhinia blakeana
Bauhinia blakeana är en ärtväxtart som beskrevs av Stephen Troyte Dunn. Bauhinia blakeana ingår i släktet Bauhinia och familjen ärtväxter. Inga underarter finns listade i Catalogue of Life.

## Bildgalleri

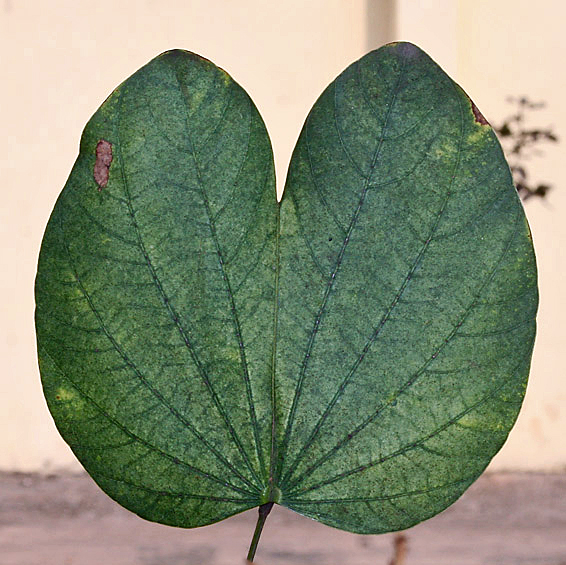
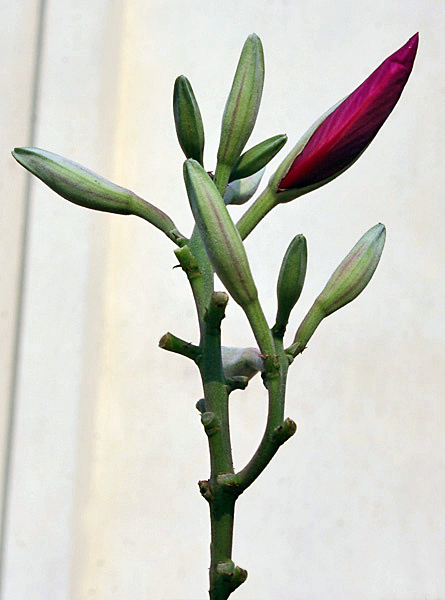
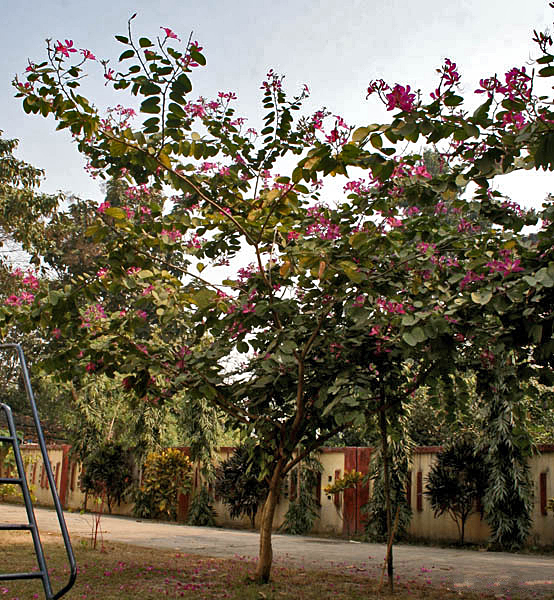
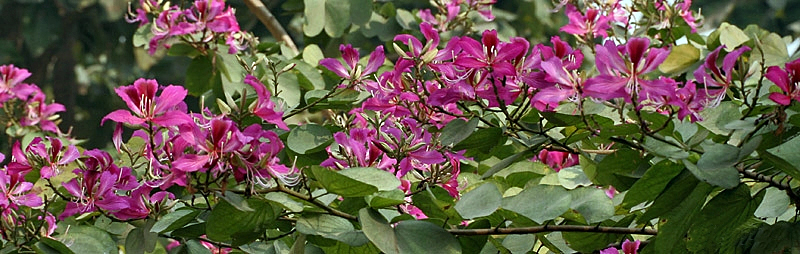
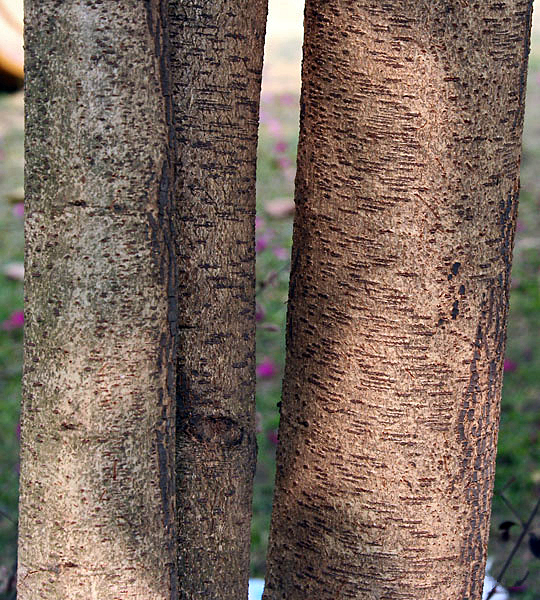